# ابن ساتيامورثي
ابن ساتيامورثي هو فيلم درامي هندي تيلوغو من تأليف وإخراج تريفيكرام سرينيفاس. تم إنتاجه بواسطة رادها كريشنا عبر شركة "هاسين إبداعات". يضم طاقم الممثلين أللو أرجون، ابيندرا،سامانثا أكينيني، نيثيا مينين، سنيها، آدا شارما، راجندرا براساد، سامباث راج، راو راميش، فينيلا كيشور، براهماناندام وعلي (ممثل هندي). يقدم براكاش راج مظهرًا رائعًا مثل ساتيامورثي.
تدور أحداث الفيلم حول ثلاث شخصيات؛ الأول يتبع قلبه، الثاني يستخدم عقله والثالث يستخدم قوته. الأول هو فيراج أناند، ابن الملياردير ساتيامورثي، الذي يقرر تسديد ديون والده بعد وفاة. أحد الدائنين الذي لا يزال مدينًا له بالمال هو بيدا سامباسيفا راو (الثاني من الثلاثة)، الذي تقع ابنته سميرة في حب أناند. يطلب سامباسيفا راو من أناند تقديم وثائق الأرض التي باعها ساتيامورثي إلى مالك العقار ديفارج نايدو (الثالث من الثلاثة) كشرط للزواج من سميرة. يتمحور الباقي من الفيلم حول التغييرات في وجهة نظر أناند وسامباسيفا تجاه ساتيامورثي.
بالإضافة إلى إخراج الفيلم، كتب سرينيفاس السيناريو. كام من المخطط في البداية أن يكون الفيلم متعدد اللغات، لكن تم تصويره و إصدار بالتيلوجو، مع نسخة مدبلجة باللغة المالايالامية بنفس العنوان. قام ديفي سري براساد بتأليف النتيجة وكان براساد موريلا مصورها السينمائي. بدأ الإنتاج في 10 أبريل 2014 في استوديوهات رامانايدو في حيدر أباد. بدأ التصوير الرئيسي في 22 سبتمبر 2014 في حيدر أباد، واستمر حتى منتصف مارس 2015. باستثناء ثلاث أغانٍ تم تصويرها في أوروبا، تم تصوير بقية الفيلم في حيدر أباد وحولها. تم إصدار نسخة التيلوغية في جميع أنحاء العالم على 1375 شاشة في 9 أبريل 2015، وحصل ابن ساتيامورثي حصة الموزع من 51.9 مليار روبية وحقق 90 مليار روبية. وكان الفيلم متوسط اجمالي أعلاه على أساس العائد على الاستثمار الموزعين "من54 مليار روبية. يحتل المركز السابع في قائمة أفلام التيلجو الأكثر ربحًا على الإطلاق في شباك التذاكر العالمي. مع هذا الفيلم، وأصبح ألو أرجون أول ممثلة التيلجو مع فيلمين متتاليين لكسب أكثر من 50 كرور حصة في جميع أنحاء العالم.

## القصة
تدور أحداث الفيلم حول ثلاث شخصيات؛ الأول يتبع قلبه، والثاني يستخدم عقله والثالث يستخدم قوته. الأول هو فيراج أناند، ابن الملياردير ساتيامورثي، الذي يعطي أمواله للدائنين بعد وفاة والده. الدائن الذي لا يزال مدينًا بالمال هو بيدا سامباسيفا راو (الثانية من الثلاثة)، التي تقع ابنتها سميرة في حب اناند. يخبر سامباسيفا راو أناند أنه يجب عليه تقديم وثائق للأرض التي باعها ساتيامورثي إلى مالك العقار ديفارج نايدو (الثالث من الثلاثة) للزواج من سميرة. يركز الجزء المتبقي من الفيلم على العواقب التي واجهها تغيير أناند وسامباسيفا راو في وجهة نظره تجاه ساتيامورثي. بالإضافة إلى إخراج الفيلم، كتب سرينيفاس سيناريو الفيلم. تم التخطيط له في البداية كفيلم متعدد اللغات تم تصويره في التاميل والمالايالامية والتيلوجو، تم تصوير المنتجين في التيلجو وأطلقوا عليه اسم المالايالامية بنفس العنوان. قام ديفي سري براساد بتأليف النتيجة وكان براساد موريلا مصورها السينمائي. بدأ الإنتاج في 10 أبريل 2014 في استوديوهات رامانايدو في حيدر أباد. بدأ التصوير الرئيسي في 22 سبتمبر 2014 في حيدر أباد، واستمر حتى منتصف مارس 2015. باستثناء ثلاث أغانٍ تم تصويرها في أوروبا، تم تصوير بقية الفيلم في حيدر أباد وحولها. تم إصدار نسخة التيلوغية في جميع أنحاء العالم على 1375 شاشة في 9 أبريل 2015، وحصل ابن ساتيامورثي حصة الموزع من 51.9 مليار روبية وحقق 90 مليار روبية. وكان الفيلم متوسط اجمالي أعلاه على أساس العائد على الاستثمار الموزعين "من 54 مليار روبية. يحتل المركز السابع في قائمة أفلام التيلجو الأكثر ربحًا على الإطلاق في شباك التذاكر العالمي. مع هذا الفيلم، وأصبح ألو أرجون أول ممثلة التيلجو مع فيلمين متتاليين لكسب أكثر من 50 كرور حصة في جميع أنحاء العالم.هب صهر ديفاراج، كودا رامبابو، إلى ريديارباتي، معتقدًا خطأً أن باراندامايا هو عاشق سميرة وعشيق فالي المحتمل. إنه يريد وقف الزواج، وبناءً على اقتراح أناند، طلب رامبابو وسامباسيفا راو من فيراسامي أن يقتل أتباعه العريس؛ هذا من شأنه أن يوقف الزواج في اليوم الأخير من مهلة الأربعة أسابيع التي فرضتها سامباسيفا راو. على الرغم من أن أناند تخطط لمساعدة فالي على الفرار مع ابن عمها، إلا أن أتباع فيراسامي يخطئون بينه وبين أناند ويحاولون قتله. ديفراج وأناند ينقذا ابن عمها؛ عندما حاول ديفارج قتل رامبابو، يقول اناند أنه كان العقل المدبر وراء الخطة ويريد وثائق الأرض الحقيقية. تسع دقائق وغادر قبل سامباسيفا راو الموعد النهائي؛ أناند ديفارج مبارزة، أناند تدخل الأم. ديفارج وعائلته بصدمة، تذكر أن ساتيامورثي كان أصيب بجروح قاتلة عندما أنقذ فالي من حادثة مخطط لها من قبل فيراسامي. قبل أن يموت، ساتيامورثي وقال فالي أنه أخطأ بيع المكتسبة بطرق غير مشروعة إلى الأراضي صديقه ويريد تصحيح ذلك مع المالك. ديفارج وسامباسيفا راو مليئة بالندم، ديفارج إرجاع الأراضي الوثائق أناند وفقا ساتيامورثي أتمنى مشاركة. أناند يعطي أوراق سامباسيفا راو الذي يعتذر عن سلوكه وسميرة يوحد معه. فيراسامي يموت في حادث، كودا رامبابو يدخر. أناند وسامباسيفا راو في طريقهما إلى المنزل مع عائلاتهما عندما التقى والد بالافي بأخبار أن القيمة السوقية لأسهم أناند تساوي الآن خمسة مليارات روبية. يشكر أناند العاطفي والده في المكان الذي أنقذ فيه ساتيامورثي حياة فالي.

## إنتاج

### تطوير
خطط تريفيكرام سرينيفاس لأخراج أللو أرجون في فيلم من إنتاج رادها كريشنا لـ هاريكا وهاسين (الذي أنتج تعاونهما في عام 2012 جولاي)، نظرًا لأن سرينيفاس التزمت بفيلم آخر معهم. ترددت شائعات لاحقًا عن ألو أرافيند للمشاركة في إنتاج الفيلم باسم فنون جيثا. أقيم حفل بوجا للفيلم في مكتب رادها كريشنا في أوائل ديسمبر 2013، وكان من المتوقع أن يبدأ التصوير في فبراير 2014. الشائعات التي تفيد بأن الفيلم قد تم تأجيله تم نفيها من قبل مصدر في وحدة الفيلم، الذي قال أن سرينيفاس كان السيناريو شبه مكتمل. تم اختيار ديفي سري براساد لتأليف النتيجة وتم توقيع براوين بودي كمحرر الفيلم، مما يمثل خامس تعاون لبودي مع سرينيفاس. تم إطلاق الفيلم رسميًا في استوديوهات رامانايدو في حيدر أباد في 10 أبريل 2014. في يونيو، ترددت شائعات أن عنوان الفيلم هو كافاشام. بعد نقاش كبير، ورد أن المنتجين خططوا مبدئيًا لتسمية الفيلم تريشولام (أيضًا عنوان فيلم التيلوجو عام 1982 من بطولة كريشنام راجو وسريديفي). وبحسب ما ورد تم توقيع اتفاقيات بين مديري كلا الفيلمين في أوائل نوفمبر 2014 ونفى راداكريشنا التقارير، قائلاً إنه سيتم الإعلان عن عنوان الفيلم في أوائل ديسمبر 2014 مع عرضه. وبحسب ما ورد اعتبر تريفيكرام لقب هوشارو في منتصف يناير 2015. عنوان آخر قيد النظر هو يادوغار، الذي استخدم في وقت سابق جادوجار بطولة أميتاب باتشان وجايا برادا. يقال إن المنتجين أسقطوا العنوانين الأولين بعد ردود فعل سيئة، وكان من المتوقع اختيار يادوغار ؛ ابن ساتيامورثي تم النظر فيه أيضًا. تم تأكيد ابن ساتيامورثي (يُقرأ باسم ابن ساتيامورثي) على أنه عنوان الفيلم في 6 مارس 2015 في بيان صحفي من المنتجين. تم التخطيط للفيلم مبدئيًا للإصدار المتزامن في التيلجو والتاميل والمالايالامية. نسخة مدبلجة من الكانادا، إلى جانب التاميل والمالايالامية، تم التخطيط لها لاحقًا بسبب شعبية ابيندرا وأللو أرجون في ولاية كارناتاكا. على الرغم من أن النسخة المالايالامية المدبلجة كانت بعنوان ابن ساتيامورثي، فقد تم إلغاء نسخ التاميل والكانادا المدبلجة لأسباب مالية وتم إصدارها في تاميل نادو وكارناتاكا مع ترجمة باللغة الإنجليزية. بدأ أرجون دبلجة دوره في أوائل يناير، وكان من المقرر استئناف ما بعد الإنتاج في أواخر فبراير. استأنف الممثل الدبلجة في 7 مارس، بعد عودته من إسبانيا.

### التمثيل
كان ألو أرجون جزءًا من المشروع منذ مراحله الأولى في أوائل نوفمبر 2013. تم اختيار سامانثا روث برابهو كواحدة من بطلات الفيلم، أول تعاون لها مع أرجون. لدى ابن ساتيامورثي ثلاث خيوط نسائية؛ على الرغم من أن أرجون نفى ذلك في البداية، أكد سرينيفاس أن الفيلم يضم ثلاث بطلات. ترددت شائعات عن أن كريتي سانون هي واحدة من ثلاث نساء، على الرغم من أنها نفت ذلك لاحقًا. تم اختيار برانيثا سوبهاش آدا شارما وبرانيثا سوبهاش أخريين، بعد ريجينا كاساندرا، تم اعتبار نايانتارا وراشي خانا لدور سوبهاش. تم استبدال سوبهاش لاحقًا بـ نيثيا مينين بسبب الاختلافات المفاهيمية مع سرينيفاس، على الرغم من أنها قالت لاحقًا إنها لم توقع أبدًا للفيلم وأن التقارير التي تفيد بأنها انسحبت كانت شائعات.
كان راو راميش يلعب دورًا حاسمًا. على الرغم من الإبلاغ عن أن ارجون Sarja كان خصم الفيلم في منتصف أغسطس 2014، أكد سارجا لاحقًا أنه لم يكن جزءًا من المشروع بسبب التزامات أخرى. وأكدت سنيها منتصف سبتمبر 2014 أنها لعبت دورًا مهمًا في الفيلم. قيل أن ابيندرا وراجندرا براساد لعبوا أدوارًا مهمة في الفيلم، وأكد ابيندرا لاحقًا إدراجه. تم اختيار فينيلا كيشور وسوريخا فاني للعب الأدوار الداعمة. تم تمثيل كوتا سرينيفاسا راو في نهاية نوفمبر 2014، وتم تمثيل ماميلا شيلاجا بريا في دور داعم. توفي ممثل الشخصية الداعمة إم إس نارايانا بعد اكتمال معظم أجزاءه في الفيلم. على الرغم من أن سرينيفاس قرر عدم حذف أي من مشاهده، إلا أنه واجه معضلة: هل يستخدم مزدوجًا أو يتعامل مع ما صوره. بعد تقييم العديد من المقلدين، ورد أن سرينيفاس وأرجون قررا استخدام سيفا ريدي لدور نارايانا. تم اختيار سامباث راج في أوائل فبراير 2015.

### الشخصيات
تم اعتبار ابن ساتيامورثي بمثابة تحول في صورة ارجون. على الرغم من أن اسم شخصيته (فيراج أناند) كان مخصصًا لدور آخر في الفيلم، فقد طلب من سرينيفاس استخدام الاسم لابن الشخصية الفخرية. تعلم أرجون التقلبات والشقلبة ومهارات الجمباز الأخرى لأداء الأعمال المثيرة. اشترى هو وشقيقه ألو سيريش والمصمم أشوين أزياءه في دبي، وخسر 10 كيلوغرام (22 رطل) مع نظام غذائي مخصص وممارسة الرياضة. ترددت شائعات عن أن سنيها تلعب دور أخت زوجة أرجون. تم تأكيد ابيندرا في دور يوازي ارجون في الفيلم، وبحسب ما ورد ارتدت شارما الزي التقليدي الذي يناسب دورها. تم الكشف عن شخصية شارما لتكون غير مستقرة، في حين أن شخصية أرجون كانت دقيقة. تم تأكيده كمدير للحدث في أواخر أكتوبر 2014. يقال إن نيثيا مينين لعبت دورًا سلبيًا كأخت ابيندرا في الفيلم. حول مظهر أرجون، قال المصمم أشوين إنه سيعكس اتجاهات الموضة الحالية في ميلانو وباريس ولندن تتضمن قطعًا من مجموعات خريف وشتاء 2014 وربيع وصيف 2015. قال أشوين إنهم يتسوقون في دبي لأن أرجون أراد اختيار أزياءه، وكانت العواصم الأوروبية في ذلك الوقت لديها مجموعات شتوية فقط. سيكون لدى أرجون العديد من قصات الشعر في الفيلم. تم الإبلاغ عن دور ابيندرا على أنه من التاميل الذين يعيشون في مادوراي، وتم تأكيد أنه المالك في نهاية يناير 2015. لم يتم تضمينه في الأنشطة الترويجية للفيلم لأن سرينيفاس لم يرغب في الكشف عما يعتبره شخصية حاسمة. الطريقة التي تعامل بها كمال حسن ووسيم أكرم مع مرض السكري في الحياة الواقعية ألهمت سرينيفاس لجعل شخصية سامانثا مصابة بداء السكري في الفيلم. كانت سامانثا مرتاحة في هذا الدور، حيث تم تشخيصها أيضًا بالمرض قبل عامين. كان لبراكاش راج دور محدود، حيث أراد سرينيفاس أن يروي قصة الأب من خلال عدم إظهاره له ولكن بدلاً من ذلك إظهار حب ابنه وتأثيره على حياته. كانت وفاة شخصية سامباث راج مصادفة لأن سرينيفاس لم يؤمن بقتل خصومه بشكل مباشر، بل جعلهم يموتون نتيجة أخطائهم. وأضاف سرينيفاس أن وفاته كانت مخططة حتى يكون للفيلم نهاية جيدة.

### التصوير
في أوائل ديسمبر 2013، أُعلن أن التصوير سيبدأ في فبراير التالي، بعد أن أنهى أرجون سباق جورام. في نهاية مارس 2014، تم تأجيل التصوير إلى الشهر التالي وأعلن لاحقًا أن التصوير سيبدأ خلال الأسبوع الثالث من أبريل. في يونيو، تم تأجيل التصوير مرة أخرى إلى الشهر التالي، عندما كان من المقرر أن ينتهي رودراماديفي ؛ أكمل الفيلم في 30 يوليو. بدأ التصوير الرئيسي في 22 سبتمبر في مركز تسوق في حيدر أباد. وصلت سامانثا إلى المجموعة في 1 أكتوبر 2014، بعد الانتهاء من كاثي، وانضمت شارما إلى وحدة الإنتاج بعد خمسة أيام. تم تعطيل جدول التصوير لمدة أسبوع في أوتي للمشاهد مع ارجون وابيندرا وسامانثا أكينيني وسنيها بسبب الاضطرابات في تاميل نادو بسبب إدانة شمشباد وتم تصوير المشاهد بالقرب من شمشباد في حيدر أباد. قام المدير الفني رافيندر ببناء مجموعة كبيرة في الهواء الطلق لمشهد الزفاف، حيث يتم نقل الزهور من بانكوك. تم تصوير مشهد قتال مع أرجون في مدينة راموجي السينمائية تحت إشراف بيتر هاين. تم بناء مجموعة سكنية بتكلفة 30 مليون بواسطة رافيندر في كوكابت، حيث صورت مشاهد مع براهماناندام وسرينيفاسا راو في أواخر نوفمبر 2014. تطلبت مجموعة Kokapet، من منزل تاميل في مادوراي، ثلاث شاحنات محملة بالأشجار من مزرعة في كاديام (بالقرب من راجاهموندري) ومواد من دلهي وتشيناي. بالنسبة للمجموعة، سافر سرينيفاس ورافيندر إلى مدينة صغيرة بالقرب من مادوراي وبحثا المنازل. بحلول ذلك الوقت، كان التصوير قد اكتمل تقريبًا وأكد المنتجون أن الحوار سينتهي بحلول نهاية نوفمبر وأن الأغاني تم تصويرها في الشهر التالي. تم تعليق التصوير بسبب إضراب موظفي اتحاد الأفلام وجمع التبرعات للإغاثة في ميمو سايثام إعصار الهدهد هودهود في فيساخاباتنام. أُلغيت الغارة واستؤنف إطلاق النار في 6 ديسمبر / كانون الأول. عندما أنهى ابيندرا جدول التصوير الأول للفيلم، عاد إلى مجموعة أبندرا 2 في 10 ديسمبر. بالإضافة إلى تسلسلات آرجون، تم تصوير بعض المشاهد الأخرى في راموجي فيلم سيتي. تم تصوير المسلسلات الكوميدية التي ظهر فيها أرجون وسامانثا في حيدر أباد في أواخر ديسمبر. أمضى أرجون رأس السنة الجديدة مع زوجته وابنه في جنوب إفريقيا، وكان من المقرر أن يعود إلى المجموعة خلال الأسبوع الثاني من يناير 2015. بدأ جدول التصوير النهائي في 6 يناير في حيدر أباد. بدأ التصوير الإضافي لمشاهد الحركة والرومانسية في 20 يناير. تم تصوير ابن ساتيامورثي مشاهد المناخية على مجموعة بيت كوكابت في أواخر يناير كانون الثاني.
وكان من المقرر أن يستمر إطلاق النار هناك حتى الأسبوع الأول من فبراير، حيث سيتم الانتهاء من الحوار. تم تصوير مشهد قتال مع أرجون ومئات المقاتلين الآخرين في أوائل فبراير، وعاد أبيندرا إلى حيدر أباد لتلتقط مشاهده. تم تصوير أغنية، صممها شيخار وتضم أرجون وسامانثا ومينين، في منزل كوكابت الذي تم تعيينه في أواخر فبراير. ثم توجهت وحدة الأفلام إلى إسبانيا لتصوير ثلاث أغانٍ تضم أيضًا أرجون وسامانثا ومينين، وتعود في 6 مارس. اكتمل التصوير الفوتوغرافي الرئيسي ابن ساتيامورثي عندما تم تصوير الأغنية الأخيرة (التي صممها جاني وتضم ارجون وسامانثا أكينيني وآدا شارما) في 11 مارس 2015 في مجموعة أقيمت خصيصًا في استوديوهات أنابورنا.

## الموضوعات والتأثيرات
على الرغم من أن ابن ساتيامورثي كان يقال عن صراع بين عائلتين، وفقًا لأوبندرا، فإنه يدور حول ثلاث شخصيات: شخص يتبع قلبه، والثاني يستخدم عقله، والثالث يستخدم عضلاته. الشخصيات هي مخطط الزفاف (أرجون)، ورجل الأعمال الثري (براساد) ورئيس (أبيندرا). أخبر سرينيفاس خدمة الأخبار الهندية الآسيوية أن فيلمه سيسلط الضوء على دور الأب في حياة الشخص، لأن المزيد من الأفلام تضفي الطابع الدرامي على العلاقات مع الأمهات. ابن ساتيامورثي لديها إعدادات حضرية وريفية مماثلة للفيلم السابق للمخرج، أتارينتيكي داردي (2013) يشير الفيلم إلى مواقف في رامايانا ومهابهاراتا في حياة راما (هندوسية) وسيتا ورافانا ويوديشتيرا وكارنا وإلى نظام المهور. كتبت سانجيثا ديفي دوندو من فيلم الصحيفة الهندوسية أريد أن تكون زوجته سعيدة، وتخفي جانبه المظلم عنها؛ شخصية سامانثا مصابة بداء السكري، والجدار المليء بالملاحظات اللاصقة في منزل راجندرا براساد يوضح الزيجات التي تعطل فيها التواصل. يشير Dundoo إلى سطور من الحوار «تسخر» من الأشخاص الذين يصفون الفتاة بأنها غير محظوظة إذا تم فسخ خطوبتها. بالنسبة للمشاهد بين إم إس نارايانا وراو راميش، استوحى سرينيفاس إلهامه من أعمام والدته في قرية فيجيسوارابورام في منطقة غرب جودافاري. وقال المخرج في مقابلة إن السيناريو استند إلى المواقف التي واجهها المقربون منه وكيفية تعاملهم معها.

## تسجيل صوتي
قام ديفي سري براساد بتأليف ألبوم الموسيقى التصويرية والنتيجة الخلفية لـ ابن ساتيامورثي. قدم المغني الشعبي راغو ديكسيت أول ظهور له في السينما التيلجو كمغني تشغيل، قائلاً في 4 فبراير 2015 إنه سجل أغنية للفيلم. كان من المقرر إطلاق الموسيقى التصويرية في 18 مارس، مع باوان كاليان وماهيش بابو كضيوف شرف متوقعين في حفل الإطلاق. في أواخر فبراير 2015، كتب براساد أغنية وسجلها. حصلت موسيقى أديتيا على حقوق تسويق الموسيقى التصويرية، وتم إصدار قائمة المسارات السبعة في 20 مارس 2015. تم إصدار الألبوم الكامل في اليوم التالي، في 21 مارس 2015، بالتزامن مع احتفالات أوغادي، في فندق نوفوتيل في حيدر أباد. أعطت IndiaGlitz الموسيقى التصويرية 3.25 من أصل خمسة نجوم، واصفة إياها بأنها «مثيرة» و«عرض مختلف جزئيًا، وليس كليًا». أعطته أونينديا ثلاثة من أصل خمسة نجوم، واختار "Seethakalam" و"Come to the Party" و"Super Machi" كأفضل أغاني الفيلم. أعطى Behindwoods الموسيقى التصويرية 2.75 من أصل خمسة نجوم، ووصفها بأنها نموذجية لفريق ارجون، سرينيفاس، براساد الناجح تجاريًا ومنخفضة في التجارب. عُقدت وظيفة النجاح الصوتي للفيلم في 6 أبريل 2015 في فيجاياوادا.

## البث
وكان من المقرر أصلا ابن ساتيامورثي موعد الإفراج عن 5 فبراير 2015 في أواخر نوفمبر تشرين الثاني عام 2014، وتأجلت في وقت لاحق إلى 2 أبريل (بعد كأس العالم للكريكيت 2015) بسبب تأخر مرحلة ما بعد الإنتاج. بعد مراجعة الفيلم من قبل الرقباء في 30 مارس 2015، تمت إعادة جدولة موعد إطلاقه في 9 أبريل. كان ابن ساتيامورثي أحد أفلام التيلجو النادرة التي تم إصدارها في تاميل نادو مع ترجمة باللغة الإنجليزية. تم تأكيد عرض الفيلم على 100 شاشة عبر ولاية كارناتاكا، في نفس الوقت مع رانا فيكراما. كان عدد شاشتها العالمية 1375، وهو أكبر إصدار من أفلام التيلجو لهذا العام؛ ومع ذلك، فإنه لم يكسر الرقم القياسي 1450 شاشة الذي حدده اجادو لعام 2014. ابن ساتيامورثي أطلق عليها اسم المالايالامية صدر نسخة في 24 أبريل نيسان. اشترت شركة Goldmines Telefilms حقوق الدبلجة الهندية للفيلم. في البداية، كانت النسخة الهندية المدبلجة بعنوان الأرنب، الرجل المثالي، فيما بعد تم تغيير العنوان إلى ابن ساتيامورثي وصدر في عام 2016. صوت ألو أرجون أطلق عليه اسم سانكت مهاتري.
يضم طاقم الممثلين من أللو أرجون وابيندرا وسامانثا أكينيني ونيثيا مينين وسنيها وآدا شارما وراجندرا براساد وسامباث راج وراو راميش وفينيلا كيشور وبراهماناندام وعلي (ممثل هندي). يقدم براكاش راج مظهرًا رائعًا مثل ساتيامورثي. تدور أحداث الفيلم حول ثلاث شخصيات ؛ الأول يتبع قلبه، والثاني يستخدم عقله والثالث يستخدم قوته. الأول هو فيراج أناند، ابن الملياردير ساتيامورثي، الذي يعطي أمواله للدائنين بعد وفاة والده. الدائن الذي لا يزال مدينًا بالمال هو بيدا سامباسيفا راو (الثانية من الثلاثة)، التي تقع ابنتها سميرة في حب اناند. يخبر سامباسيفا راو أناند أنه يجب عليه تقديم وثائق للأرض التي باعها ساتيامورثي إلى مالك العقار ديفارج نايدو (الثالث من الثلاثة) للزواج من سميرة. يركز الجزء المتبقي من الفيلم على العواقب التي واجهها تغيير أناند وسامباسيفا راو في وجهة نظره تجاه ساتيامورثي. بالإضافة إلى إخراج الفيلم، كتب سرينيفاس سيناريو الفيلم. تم التخطيط له في البداية كفيلم متعدد اللغات تم تصويره في التاميل والمالايالامية والتيلوجو، تم تصوير المنتجين في التيلجو وأطلقوا عليه اسم المالايالامية بنفس العنوان. قام ديفي سري براساد بتأليف النتيجة وكان براساد موريلا مصورها السينمائي. بدأ الإنتاج في 10 أبريل 2014 في استوديوهات رامانايدو في حيدر أباد. بدأ التصوير الرئيسي في 22 سبتمبر 2014 في حيدر أباد، واستمر حتى منتصف مارس 2015. باستثناء ثلاث أغانٍ تم تصويرها في أوروبا، تم تصوير بقية الفيلم في حيدر أباد وحولها. تم إصدار نسخة التيلوغية في جميع أنحاء العالم على 1375 شاشة في 9 أبريل 2015، وتم إصدار النسخة المالايالامية في 24 أبريل 2015. على 40 الميزانية كرور 50، وحصل ابن ساتيامورثي حصة الموزع من 51.9 مليار روبية وحقق 90 مليار روبية. وكان الفيلم متوسط اجمالي أعلاه على أساس العائد على الاستثمار الموزعين "من 54 مليار روبية. يحتل المركز السابع في قائمة أفلام التيلجو الأكثر ربحًا على الإطلاق في شباك التذاكر العالمي. مع هذا الفيلم، وأصبح ألو أرجون أول ممثلة التيلجو مع فيلمين متتاليين لكسب أكثر من 50كرور حصة في جميع أنحاء العالم.

### توزيع
ابن ساتيامورثي حقوق المسرحية في الخارج بيعت إلى الكلاسيكية الترفيه مقابل مبلغ لم يكشف عنه في أواخر تشرين الأول عام 2014، وبعد أيام تم بيع حقوق كارناتاكا لها أيضا لسعر لم يكشف عنه. حصل ديل راجو على حقوق نيزام الإقليمية لـ 140مليون، وهو من أعلى الأسعار المدفوعة مقابل حقوق نظام في فيلم. حصلت بوبال ريدي على حقوق التوزيع الإقليمي في كارناتاكا لـ 60مليون. تم بيع الحقوق المسرحية للفيلم إجمالي 540 مليون.

### ترقية وظيفية
ساي جوبال، الذي كان قد ساعد سرينيفاس منذ سوايامفارام (1999)، دبرت ابن ساتيامورثي على الرغم من أنه كان من المتوقع عرض الفيلم في ديسمبر 2014، تم إصدار المعاينة الأولية للفيلم في 6 مارس 2015 (الليلة التي سبقت هولي). تضمنت المعاينة ستة عشر ممثلاً، بما في ذلك العملاء المتوقعون (الذين كانت وجوههم غير واضحة)، وتم كتم صوت شعار الفيلم. في بيان صحفي، أعلن المنتجون أن الترويج للفيلم سيكون على قدم وساق في حفل إطلاق الموسيقى التصويرية، مع منح تصاريح الحزب لأولئك الذين يتوقعون الممثلين الستة عشر على ملصق المعاينة. تم إصدار فيديو المعاينة المسبقة الذي تبلغ مدته 45 ثانية في 7 مارس، تلقى استجابة جيدة على يوتيوب (حيث شاهده أكثر من 300000 شخص خلال 12 ساعة من صدوره). تم الكشف عن شعار الفيلم في اليوم التالي. تم إصدار إحدى وثلاثين ثانية من الملصقات المتحركة ثنائية وثلاثية الأبعاد التي تصور ارجون، والتي أنشأها براوين بودي وصممتها سيفا كيران من عنوان العمل، في 9 مارس وتم توزيع ملصقين للمعاينة من ارجون في اليوم التالي. صدر ابن ساتيامورثي مقطورة 27 ثاني يوم 11 مارس. تم توزيع ملصقين يظهران أرجون وسامانثا ومينين في إسبانيا في اليوم التالي، وتم إصدار ملصق أرجون في 14 مارس. حقق المقطع الدعائي المسرحي أكثر من مليون مشاهدة على قناة يوتيوب واحدة في ثلاثة أيام ونصف، وهو رقم قياسي. تم إصدار المقطع الدعائي لأغنية ترويجية مع ارجون وPrasad في 28 مارس، وتم إصدار الأغنية نفسها في 1 أبريل الساعة 11:00 مساءا IST. قام أرجون بالترويج للفيلم الذي يطلق عليه النسخة المالايالامية في مركز لولو التجاري في كوشين في 21 أبريل.

### وسائط المنزل
حصل تلفزيون MAA على حقوق البث التلفزيوني للفيلم لـ 95 مليون. ابن ساتيامورثي كان العرض التلفزيوني العالمي الأول في 15 يوليو 2015 الساعة 6 مساءً توقيت الهند.

## استقبال

### استقبال نقدي
استقبل ابن ساتيامورثي استقبالًا فاترًا من النقاد، حيث وصفت إنترناشيونال بيزنس تايمز الفيلم بأنه "فنان جماهيري" وانتقدت إمكانية التنبؤ به وطوله. وفقًا لسانجيثا ديفي دوندو من الصحيفة الهندوسية، "لقد رأينا عددًا كافيًا من الأفلام مع شخصيات موضوعة في عرين الشرير. لحسن الحظ، الدراما مفعمة بالحيوية وتأتي لحظات ممتعة من خلال علي وبراهماناندام. ألو أرجون على أكتاف الفيلم بأدائه الرائع ويبدو أنه يتحسن مع كل فيلم. أكبر تراجع في الفيلم هو طوله. سيكون إصدار أداة القطع أكثر جاذبية ". كتبت برانيثا جونالغادا من هانز الهند، "لا ننكر أن هناك لحظات من الضحك المجنون والملاحظات البارعة وبعض الكلمات المثيرة للتفكير، لكن معيار تريفيكرام مرتفع للغاية بحيث لا تثيرنا كتابة هذا الفيلم بما يكفي. كل ما قيل وفعل، إذا كنت من محبي السينما التيلجو الذين يستمتعون بمشاهدة البطل وهو السامري الصالح وتتخيل بضع لحظات مثيرة للدموع، فهذا الفيلم بالتأكيد يناسبك! " أعطت IndiaGlitz ابن ساتيامورثي 4.25 من أصل خمسة نجوم، ووصفت الفيلم بأنه "فنان عائلي بلا بطولة لا تنسى"، مضيفًا أن النصف الثاني "سيعمل مع عدد كبير من الجمهور". أعطى مدهافي تاتا من Outlook (مجلة هندية) الفيلم ثلاثة من أصل خمسة نجوم، وكتب أن سيناريو تريفيكرام "يحتوي على الكثير من الحبكات الفرعية، لكن الحوارات تتألق، خاصة عندما يتكلم بها ممثلون مخضرمون". وصف تاتا روح الدعابة بالفيلم بأنها "تعادل كبير"، مع حفظ أفضل ما لدى براهماناندام. هيمانث كومار من تايمز أوف إينديا أعطى ابن ساتيامورثي ثلاثة من أصل خمسة نجوم، وكتب أن الفيلم "يعمل بشكل جيد كفكرة، ويترك لك أسئلة وأفكار كافية للتفكير في حياتك الخاصة، ولكن كتجربة سينمائية، يترك الكثير مما هو مرغوب فيه ". كما أعطى برافاليكا أنجوري من أونينديا الفيلم ثلاثة من أصل خمسة نجوم، واصفًا إياه بأنه "فنان مثالي" على الرغم من كونه "أضعف عمل لتريفيكرام حتى الآن": "ومع ذلك، سيكون من الممتع جدًا مشاهدة ابن ساتيامورثي جنبًا إلى جنب مع الأسرة. قللي التوقعات وستحبين الفيلم بالتأكيد ". أعطى خلف وودز 2.75 من أصل خمسة نجوم: "بدون شرير ملموس، لا يزال الفيلم قادرًا على إخبارنا بالرحلة المؤلمة للبطل. بفضل الحوارات القوية والهادفة في التعليق الصوتي، أصبح الفيلم دراما ساحرة "، واصفا إياه بأنه" دراما عائلية مسلية أيضًا "و" فائز آخر بمجموعة تريفيكرامأللو أرجون ". سوريش كافياني من ديكان كرونيكل أعطى ابن ساتيامورثي 2.5 من أصل خمسة نجوم: "تريفيكرام واصلت أتارينتيكي داردي الاتجاه من الأثرياء الاستسلامالكماليات في هذا الفيلم أيضا. ولكن السمة المميزة مدير مفقود من هذا الفيلم. لكمة الحوارات المرتبطة أفلامه مفقودة وسيناريو حتى". كارثيك كيرامالو من سي أن أن نيوز18 كما قدم الفيلم 2.5 من أصل خمسة نجوم، واصفا إياه بأنه "غير متناسقة دراما على رأس العمل الكبير رسالة" ومضيفا: "إلا إذا كان سيناريو قد مطابقة نوعية أللو أرجون النمط الذي هو منزه العناية، تريفيكرام قد فاز ابن ساتيامورثي اليانصيب". الهندية الآسيوية الخدمة الاخبارية أعطى ابن ساتيامورثي اثنين من أصل خمسة نجوم: "في حين أن جميع الجوهر تريفيكرام العلامات التجارية لحظات يمكن العثور عليها في ابن ساتيامورثيما كنت أفتقد هو السحر خلقه في مسيرته أفضل فيلم أثادو، مضيفا أن الفيلم هو "يمكن التنبؤ بها قذرة الدراما العائلية مع بعض وفي الغالب منخفضة لحظات".

### الهند
حقق الفيلم 118.9مليون دولار في شباك التذاكر في ولاية أندرا براديش وتيلانجانا، 43.5 مليون في ولاية كارناتاكا و6 مليون في بقية الهند في يومه الأول. اقترحت الاتجاهات المبكرة أن ابن ساتيامورثي سيبلغ 85 مليون في ولاية اندرا براديش، والرقم الرسمي كان 93.7 مليون؛ كان رابع أعلى فيلم تيلوجو في يوم الافتتاح في الولاية، خلف أتارينتيكي داردي واجادو وتامبر. حصل الفيلم على أكثر من 29 مليون في شباك التذاكر في بنغالور، مع إشغال 80 في المائة لمدة يومين (أعلى نسبة من أفلام أرجون حتى الآن). حصل ابن ساتيامورثي على 72 هنديةمليون دولار في يومين في شباك التذاكر في كارناتاكا.حصل على 51.5  مليون و40 مليون عن دورتها اليومين الثاني والثالث في ولاية اندرا براديش / تيلانجانا، ليصل رصيدها لمدة ثلاثة أيام 184.2مليون. حصل على ما يقرب من 25 مليون في كارناتاكا وتاميل نادو ومهاراشترا وأماكن أخرى في شمال الهند في ثلاثة أيام. وبحلول نهاية عطلة نهاية الأسبوع الأول، احرز ابن ساتيامورثي 207.1مليون و35 مليون و10مليون في ولاية أندرا براديش وكارناتاكا وبقية الهند على التوالي. كان إجمالي أول عطلة نهاية الأسبوع في ولاية أندرا براديش وتيلانجانا 315  مليون و66 مليون 12 مليون و6 مليون في ولاية كارناتاكا وتاميل نادو وبقية الهند على التوالي.كان أداء ابن ساتيامورثي جيدًا في يومه الخامس، حيث كسب 21.6  مليون في ولاية أندرا براديش لمدة خمسة أيام إجمالية 228.7  مليون. كانت أرباح الفيلم في ولاية أندرا براديش في اليوم السادس 23.8  مليون، ليصل إجماليه لمدة ستة أيام في الولاية إلى 252.5 مليون. كان ابن ساتيامورثي أعلى السادسة و، الأسبوع الأول كسب فيلم التيلجو في ولاية اندرا براديش، في 262.4 مليون. حصل الفيلم على 39  مليون و12 مليون في ولاية كارناتاكا وبقية الهند في أسبوعها الأول. بلغ إجمالي كارناتاكا 47.5  مليون، وهو أعلى معدل على الإطلاق لفيلم التيلجو في الولاية. كان هذا هو رابع فيلم لـ ارجون يصل إلى 10 10 مليون في المنطقة نظام، بعد يوليو، إيددارامايلاتهو (2013) وسباق غورام. في ثمانية عشر يوما ليبلغ بذلك صافي الفيلم 337.2 مليون 54.5 مليون، 6.3  مليون و7.2 مليون في ا ف ب / نظام ينعيل كارناتاكا ينيد تاميل نادو وبقية الهند على التوالي. خلال تشغيل ابن ساتيامورثي، تم تسجيل 376.5 هندية مليون 58مليون، 6.3 مليون و7.2 مليون في ا ف ب / نظام ينعيل كارناتاكا ينيد تاميل نادو وبقية الهند على التوالي، 140.5 مليون في منطقة نظام وحدها.

### ما وراء البحار
حققت ابن ساتيامورثي 37.5مليون في أول يوم لها في شباك التذاكر في الخارج. وفقًا لتاران أدارش، حصل الفيلم على 347267 دولارًا في عرضه الأول يوم الأربعاء في الولايات المتحدة وكان ثاني أعلى إيرادات في العرض الأول في الولايات المتحدة (خلف اجادو). حصل على 136,168 دولارًا يوم الخميس، ليصل إجمالي شباك التذاكر الأمريكي لمدة يومين إلى 483,435 دولارًا (حوالي 30.1 هندية)مليون). حصل ابن ساتيامورثي $ 233870 يوم الجمعة، وبذلك تستمر ثلاثة أيام مجموعه الولايات المتحدة شباك التذاكر ل720984 $ (حوالي 44.9مليون). تجاوز الفيلم علامة المليون دولار يوم الأحد، وهو ثاني فيلم التيلوغية لعام 2015 يفعل ذلك (بعد المزاج). كانت إيصالات الخارجية الإجمالية لعطلة نهاية الأسبوع الأول 84.6مليون، بأرباح صافية 51 مليون. واصل الفيلم مسيرة جيدة في السوق الدولية على الرغم من انخفاض المجموعات في الهند، وحقق ربحًا 56  مليون في ثمانية أيام. فقدت ابن ساتيامورثي 60 في المائة من شاشاتها بعد إصدار يا كاذال كنماني، ولكن (وفقًا لتاران أدارش) حصلت على 1,235,073 دولارًا بحلول 19 أبريل 2015. انها كسرت السجلات عمر المزاج، كوبالا كوبالا وغوفيندو أنداريفاديل في 11 يوما، وكانت التاسعة وأعلى الإطلاق التيلجو فيلم على الإطلاق في شباك التذاكر في الولايات المتحدة. حصل الفيلم على 52  مليون في الولايات المتحدة و7 مليون في شباك التذاكر الخارجية المتبقية أثناء تشغيلها.

## الجوائز
| مراسم                               | فئة                          | مرشح                                                    |
| ----------------------------------- | ---------------------------- | ------------------------------------------------------- |
| IIFA Utsavam 2015                   | أفضل أداء في دور قيادي ، ذكر | ألو أرجون                                               |
| IIFA Utsavam 2015                   | أفضل الأغاني                 | ديفي سري براساد (لأغنية "سوبر ماتشي")                   |
| جوائز الموسيقى الخليجية ولاية اندرا | أفضل أغنية تجارية            | ديفي سري براساد وسرافانا بهارجافي (لأغنية "سوبر ماتشي") |
| جوائز الموسيقى الخليجية ولاية اندرا | أفضل مطرب قادم ، ذكر         | يزن نذير (لأغنية "Seethakalam")                         |

جوائز فيلم فير 63
- جائزة فيلم فير لأفضل مخرج، تريفيكرام سرينيفاس، رشح
- جائزة فيلم فير لأفضل ممثل، ألو أرجون، رشح

جوائز جنوب الهند الدولية الخامسة للأفلام
- أفضل ممثلة، سامانثا روث برابهو، رشحت
- أفضل ممثل في دور داعم، ابيندرا، رشح
- أفضل ممثلة في دور مساعد، سنيها، رشحت
- أفضل ممثل كوميدي، علي، رشح
- أفضل مخرج موسيقى، ديفي سري براساد، رشح
- أفضل كاتب غنائي، ديفي سري براساد (عن «سوبر ماتشي»)، رشح 2016 جوائز CineMAA
- أفضل مخرج موسيقى، ديفي سري براساد، وون
- تقدير خاص، راجندرا براساد، وون

## ميراث
حوار من الفيلم، اللغة التيلوغوية Maa Nanna drushtilo، Bharyante nacchi techukune badhyata، Pillalu moyyalanipinche bKani naa drushtilo Nannante marchipoleni gnapakam («حسب والدي، الزوجة واجب تطوعي والأطفال هم العبء الذي نحب أن نتحمله. لكن بالنسبة لي، فإن والدي ذكرى لا تُنسى») تم انتحاره من قبل منتجي فيلم كوباري متة في الترويج له. نشر ساكشي محاكاة ساخرة للفيلم في 19 مايو 2015 حيث تم استبدال براكاش راج ببراهماناندام بصفته والد بطل الرواية، الذي يخبر ابنه ألا يتبع الأخلاق والقيم ولكن يعطي الأهمية للمال فقط.

## وصلات خارجية
- ابن ساتيامورثي على موقع IMDb (الإنجليزية)
- ابن ساتيامورثي على موقع قاعدة بيانات الأفلام العربية
- ابن ساتيامورثي على موقع فيلمافينيتي (الإسبانية)
- ابن ساتيامورثي على موقع قاعدة بيانات الفيلم (الإنجليزية)
- ابن ساتيامورثي على موقع ليتربوكسد (الإنجليزية)
- ابن ساتيامورثي على موقع كينوبويسك (الروسية)